# Майтхили

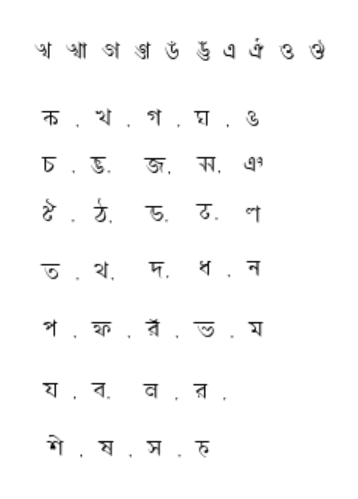
Митхилакшара

Майтхили (самоназвание: मैथिली maithilī) — индоарийский язык, входящий в индоевропейскую семью языков. Распространён в индийском штате Бихар и в Непале.
В настоящее время майтхили наряду с бходжпури и рядом менее распространённых языков относят к западной группе восточноиндийских языков (так называемые бихарские языки), в отличие от хинди, являющегося центральноиндийским языком. В более ранних исследованиях майтхили считался диалектом хинди или бенгальского языка.

## История
Название «майтхили» происходит из названия Митхила — столицы древнего государства Видеха. Майтхили также является одним из имён Ситы, жены Рамы.
Майтхили долгое время оставался народным языком — в официальном общении использовался санскрит. Первым литератором, писавшим на майтхили является средневековый бихарский поэт Видьяпати (~1352 — ~1448). Он также убедил власти в важности использования народного языка в государственном управлении.
В Индии майтхили был признан отдельным языком в 2003 году. В результате борьбы за придание языку официального статуса, в 2004 году майтхили был внесён в восьмой список Конституции Индии, что даёт право использовать его в образовании, правительственных учреждениях и делопроизводстве на уровне штата.
Несмотря на официальный статус, майтхили является непрестижным языком. Язык имеет богатую литературную традицию, однако количество доступной литературы и прессы ограничено, на языке не издаётся ежедневных газет. Носители майтхили разделены в религиозном и кастовом отношении, что мешает развитию языка.

## Письменность
Для записи майтхили традиционно использовалась собственная письменность (тирхута или митхилакшар), являющаяся разновидностью восточного нагари, а также письмо кайтхи. В настоящее время собственная система письма в значительной степени вытеснена письменностью деванагари и используются ограниченно, в основном в религиозных целях.
Предпринимаются шаги по сохранению и развитию традиционной майтхильской письменности. В 2003 году появился первый майтхильский шрифт, принят проект включения митхилакшара в стандарт Юникод.
В ноябре 2014 года был открыт раздел Википедии на майтхили.